# Demeu Zhadrayev
Demeu Zhadyrayev (in kazako Демеу Жадыраев?; Usharal, 2 novembre 1989) è un lottatore kazako, specializzato nella lotta greco-romana, vincitore della medaglia d'argento ai Giochi olimpici di Parigi 2024 nei pesi welter.

## Biografia

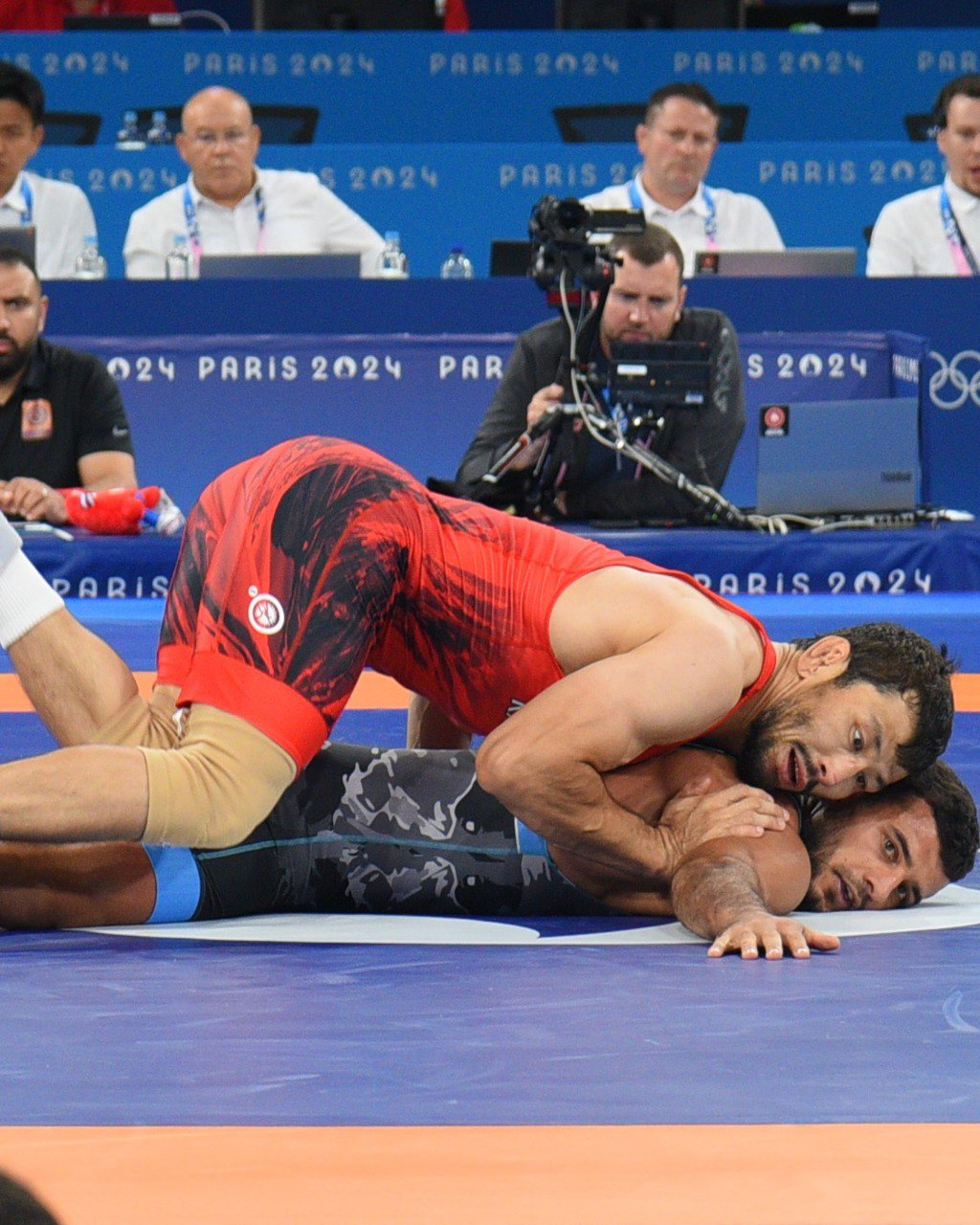
Demeu Zhadrayev e Sənan Süleymanov ai Giochi olimpici di nella semifinale dei 77 kg.

È nato a Usharal, nell'allora Repubblica Socialista Sovietica Kazaka.
Ha studiato educazione fisica all'Accademia kazaka dello sport e del turismo di Almaty.
Ha iniziato a praticare la lotta all'età di undici anni nella sua città natale. Il suo allenatore personale dal 2007 è stato Boranbek Konyratov.
Ai campionati mondiali di Parigi 2017, dove si è aggiudicato la medaglia d'argento nel torneo fino a 71 chilogrammi, perdendo in finale con il tedesco Frank Stäbler.
Ha rappresentato il Kazakistan ai Giochi olimpici estivi di Tokyo 2020, differiti al 2021 a causa della pandemia di COVID19, dove è stato eliminato agli ottavi del torneo dei pesi wlter (-77 kg) dal giapponese Shohei Yabiku.
Ha fatto la sua seconda apparizione olimpica ai Parigi 2024 nella categoria dei -77 kg, in cui ha superato il colombiano Jair Cuero agli ottavi, il kirghiso Akzhol Makhmudov ai quarti e l'azero Sənan Süleymanov in semifinale ed perso la finale contro il giapponese Nao Kusaka, aggiudicandosi la medaglia d'argento.

## Palmarès
- Giochi olimpici

Parigi 2024: argento nei 77 kg.
- Mondiali

Parigi 2017: argento nei 71 kg.
- Campionati asiatici

Doha 2015: bronzo nei 66 kg.
Bişkek 2018: argento nei 72 kg.
Xi'an 2019: bronzo nei 72 kg.
Almaty 2021: bronzo nei 77 kg.
- Mondiali universitari

Çorum 2016: argento nei 71 kg.
- Mondiali militari

Teheran 2013: bronzo nei 65 kg.